# Илуминирани рукописи
Илуминирани рукописи и илуминација , или живописани рукописи (живописи на рукописима средњег века) су живописима украшени средњовековни рукописи. Слике у њима су рађене живим бојама а неки делови су украшавани и позлатом. Уметник који је радио илуминације звао се илуминатор или живописац. Најпре би аутор текста написао рукопис а затим би га слао илуминатору на коначну обраду.
За израду живописа употребљавале су се прозирне или покривне боје, а злато се наносило у листићима или у праху. У почетку је коришћено злато боје бакра а нешто касније злато црвенкастог одсјаја.
У западној Европи рукописи су углавном писани на латинском језику. Већина илуминатора није умела да пише и била је неписмена па су аутори писали сва слова да ови не би грешили. Илуминатори су украшавали и почетна велика слова. Ова слова су се налазила на почецима књиге, на почетку страница или одељака. Боју је илуминатор сам припремао и наносио би је у неколико слојева због сенки. Најпре је бојио мотиве једне боје а затим приступао бојењу других делова другом бојом.
Илуминације имају своју давну историју и почетке још у Египту где су се свици украшавали сликама а среће се и у грчким и коптским књигама из 4. века п. н. е., међутим најзначајнији развој ће се десити у средњем веку. Иницијали у античким рукописима су били више или мање геометризовани мада се јављају и биљни мотиви. У средњем веку илуминисање је било спроведено и на рубовима страница. Будући да је писање и сликање рукописа живописима изискивало много времена – неретко и више година – велики број рукописа је остао неукрашен. У доба романике појављују се илуминације библије и црквених књига. Мирослављево јеванђеље из 12. века је најочуванији и најлепши примерак српског илуминираног црквеног рукописа. У 13. веку, у време готике и када се појављују прве књиге путописи, епике и образовна литература, многе од њих су биле украшаване илуминацијама. Радионице Арапа, Персијанаца, Турака и Индијаца исламске традиције 15. века и који су били врхунски илуминатори, створиле су илуминације са минијатурама у плавим тоновима и са златним украсима, који се сматрају делима изузетне лепоте. 
У доба ренесансе 15. и 16. века и када је откривена штампа, уметност израде живописаних рукописа постепено одумире.